# Nyländska

Finlandssvenska dialekter.

Nyländska är den svenska dialekt som talas i Nyland vid Finlands sydkust. Nyländskan brukar delas upp i västnyländska, mellannyländska och östnyländska. I Helsingfors och i allt högre grad på den halvurbaniserade landsbygden omkring staden talas helsingforsisk stadsdialekt som till vissa delar ligger närmare skriftspråket än de nyländska dialekterna. 
Nyländskan karaktäriseras bland annat av den gamla formen med -er hos adjektiv som står som predikativ och attribut, till exempel "fiinär" (fin) och "blååär" (blå). I bestämd form dras substantivändelsen ihop: "fotn" (foten) och "tandn" (tanden).

Västnylandskan skiljer sig från den övriga nyländskan genom att man särskiljer grav och akut accent. Nekningsordet 'inte' är it på västnyländska, medan den är inga i övriga nyländska dialekter. Mellannyländskan har hårda g, k och sk, till exempel i orden 'göra', 'kyrka' och 'skild'. Detta förekommer traditionellt mellan Kyrkslätt och Borgå. Ett annat mellannyländskt särdrag är supinerna, t.ex. "kööpi" (köpt) och "fööri" (fört). Östnyländskan har flera drag som skiljer den från den övriga nyländskan. Bland annat är diftonger vanliga (ei, öy, öu), till exempel "höug" (hög). Dessutom uttalas både stock och påse med o ("stokk", "posa"). Även -kv förekommer i exempelvis orden vad ("kva") och vit ("kviit").

## Språkprov
Ingå-dialekt inspelat år 1960 av Kurt Zilliacus (se fil för transkription).
Borgå-dialekt inspelat år 1960 av Åke Granlund.